# Преск-Айл (округ)
Шаблон:StateAbbr_ 45°19′ пн. ш. 83°28′ зх. д. / 45.32° пн. ш. 83.46° зх. д.
Округ  Преск-Айл (англ. Presque Isle County) — округ (графство) у штаті Мічиган, США. Ідентифікатор округу 26141.

## Історія
Округ утворений 1840 року.

## Демографія
За даними перепису 
2000 року 
загальне населення округу становило 14411 осіб, зокрема міського населення було 3080, а сільського — 11331.
Серед мешканців округу чоловіків було 7176, а жінок — 7235. В окрузі було 6155 домогосподарств, 4201 родин, які мешкали в 9910 будинках.
Середній розмір родини становив 2,8.
Віковий розподіл населення поданий у таблиці:
| Стать    | До 15 років | 15-21 | 22-29 | 30-39 | 40-49 | 50-65 | 65-85 | Понад 85 |
| -------- | ----------- | ----- | ----- | ----- | ----- | ----- | ----- | -------- |
| Чоловіки | 1212        | 685   | 439   | 810   | 1117  | 1457  | 1341  | 115      |
| Жінки    | 1158        | 587   | 445   | 819   | 1051  | 1411  | 1530  | 234      |

## Суміжні округи
- Чиппева — північ
- Манітулин — схід
- Алпена — південний схід
- Монтморенсі — південний захід
- Чебойган — захід
- Мекінак — північний захід

## Виноски
1. ↑  US Decennial Census. US Census Bureau. Процитовано 27 вересня 2014.
2. ↑  Historical Census Browser. University of Virginia Library. Архів оригіналу за 11 серпня 2012. Процитовано 27 вересня 2014.
3. ↑  Population of Counties by Decennial Census: 1900 to 1990. US Census Bureau. Процитовано 27 вересня 2014.
4. ↑  Census 2000 PHC-T-4. Ranking Tables for Counties: 1990 and 2000 (PDF). US Census Bureau. Процитовано 27 вересня 2014.
5. ↑  State & County QuickFacts. US Census Bureau. Архів оригіналу за 13 серпня 2011. Процитовано 29 серпня 2013.(англ.) Наведено за англійською вікіпедією.
6. ↑  American FactFinder. Бюро перепису населення США. Архів оригіналу за 26 лютого 2012. Процитовано 31 січня 2008.

| США | Це незавершена стаття з географії США. Ви можете допомогти проєкту, виправивши або дописавши її. |